# جلجثة

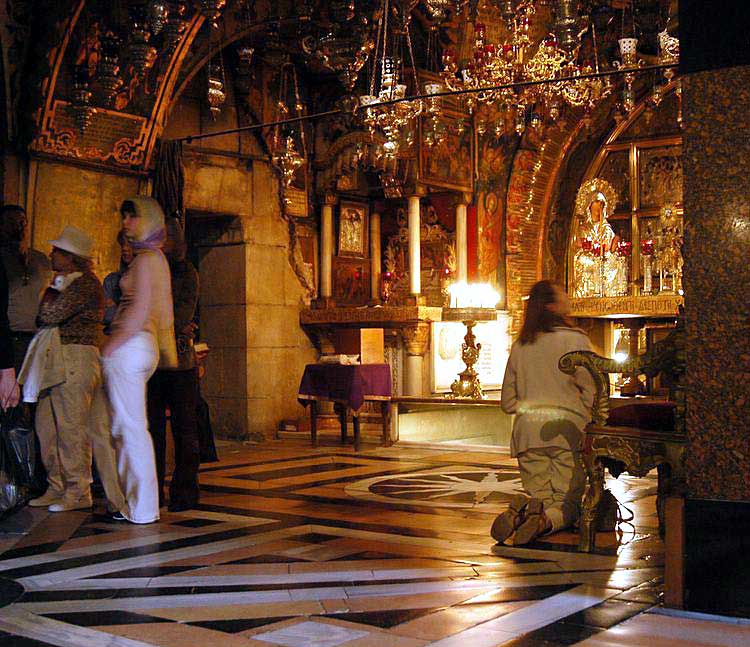
موقع الجلجثة في كنيسة القيامة.

الجلجثة هي اسم يشير إلى مكان يقع خارج مدينة القدس القديمة، يعتقد بحسب الإنجيل أن يسوع صلب عنده. تعود تسمية هذه المنطقة إلى الآرامية גגולתא جاجولثا بمعنى موقع الجمجمة.

## الجلجثة فيالإنجيل
ترد قصة صلب يسوع في الإنجيل مع اسم «الجلجثة» في الأناجيل الأربعة.
متى: 27:33
ولما اتوا إلى موضع يقال له جلجثة وهو المسمى موضع الجمجمة.
مرقس: 15:22
وجاءوا به إلى موضع جلجثة الذي تفسيره موضع جمجمة.
لوقا: 23:33
ولما مضوا به إلى الموضع الذي يدعى جمجمة صلبوه هناك مع المذنبين واحدا عن يمينه والآخر عن يساره.
يوحنا: 19:17
فخرج وهو حامل صليبه إلى الموضع الذي يقال له موضع الجمجمة ويقال له بالعبرانية جلجثة.

## موقع الجلجثة
بنى الأمبراطور الروماني قسطنطين الأول كنيسة القيامة، في المكان الذي يعتقد أن المسيح صلب فيه 326 — 335. ووفقا للرواية المسيحية، قبر يسوع والصليب الحقيقي اكتشفت في ذلك الموقع من قبل الأمبراطورة هيلانة والدة قسطنطين، في عام 325.

## أعلام
- يسوع